# Comuna de Polanów
Polanów (polaco: Gmina Polanów) é uma gminy (comuna) na Polónia, na voivodia de Pomerânia Ocidental e no condado de Koszaliński.
De acordo com os censos de 2005, a comuna tem 9.230 habitantes, com uma densidade 23,5 hab/km².

## Área
Estende-se por uma área de 393,08 km².